# ESPE Basket Châlons-en-Champagne
 (avril 2017).
Si vous disposez d'ouvrages ou d'articles de référence ou si vous connaissez des sites web de qualité traitant du thème abordé ici, merci de compléter l'article en donnant les références utiles à sa vérifiabilité et en les liant à la section « Notes et références ».
Pour les articles homonymes, voir ESPE.
L'ESPE Basket Châlons-en-Champagne, est un club français de basket-ball qui créé en 1995 et basé à Chalons en Champagne. 

## Palmarès
- 1925 à 1971 : Nombreux titres dans plusieurs catégories de champion départemental et places d’honneur en championnat régional.
- 1972 : Accession au championnat fédéral  ·
- 1974 : Accession en N III   ·
- 1987 : Accession en N II  ·
- 1991 : Champion de France N II, Accession en N 1 B (Pro B) et Coupe de France  ·
- 1992 : Second en N1B et accession en N1A (Pro A)  ·
- 1992-1993 et 1993-1994 : Pro A  ·
- 1994 à 1999 : Pro B  ·
- 1998- 1999 : Pro B pour les Pros et accession des amateurs en N III pour 1 saison  ·
- 1999 : Accession en Pro A                                      ·
- 2000 à 2004 : Pro B                          ·
- 2004 : Accession en Pro A  ·
- 2005 – 2008 : Pro B  ·
- 2008 – 2010 : N I  ·
- 2010- 2011 : Constitution du CCRB avec le RCB pour évoluer en Pro B alors que les amateurs accèdent une nouvelle fois en N III pour une seule saison. ·
- 2014 – 2015 : Vice Champion de région en championnat de "Pré Nat"

## Joueurs et entraîneurs marquants
| | |
| - Jacky Millard (1962 - 1988) - Philippe Sommesous (1966 - 1989) - Dominique Devos (1981 - 1993) - Narvis Anderson (1982 - 1988) - Howard Carter (1990-1991) - Pascal Dassonville (1990-1995 puis 1997-1998) - Mark Mitchell (1990-1993) - Claude Williams, alias « Bull » (1991-1993) - Didier Przygoda (1991-1994 puis 1995-1997) - Christophe Luczak (1993-1994) - Sébastien Lafargue (1995-1998) - Christian Cléante (1996-1998) - Cedric Miller (1996-1997) - Brian Gilgeous (1996-1998) - Benoît Georget (1997-2000) - Stanley Brundy (1998-1999) | - Milton Wagner (1998-1999) - Florent Éléléara (1998-2002) - Mike James (1999-2000) - Jean-Philippe Tailleman (1999-2000) - Cyril Akpomedah (1999-2003) - Steeve Essart (2000-2003) - Anthony Stanford (2001-2005) - Harold Doyal (2003-2005) - Thomas Andrieux (2003-2005) - Radoslav Rančík (2004) - Ondřej Starosta (2004-2005) - Zach Moss (2005-2006) - Klemensas Patiejūnas (2007 -2009) |

Entraîneurs
- Daniel Cabot 1947 - 1981
- Michel Charles 1981 -1983
- Jean-Paul Beugnot 1983 - 1987
- Élisabeth Dassonville  1989 - 1990
- Francis Charneux  (1990-1994 puis 2007-2008)
- Alain Thinet  (1997-1998)
- Christian Monschau (1998-2000)
- Patrick Maucouvert   (2000-2001)
- Joël Delaby (2001-2005)
- François Peronnet  (2005-2006)